# Fritz Heiligenstaedt
Fritz Heiligenstaedt (* 3. September 1887 in Roßleben; † 5. März 1961 in Braunschweig) war ein deutscher Lehrer, Pädagoge, Schuldirektor und Ministerialbeamter. Er war organisatorisch beteiligt an der Bücherverbrennung in Hannover.

## Leben
Nach dem Besuch der Klosterschule in seinem Heimatort Roßleben (Unstrut) studierte Fritz Heiligenstaedt alte Sprachen und Germanistik in Halle (Saale) und Leipzig. 1912–1921 war er Studienrat an der Leibnizschule Hannover, 1921–1927 Direktor des Gymnasiums und Realgymnasiums in Goslar. 1927 kehrte er als Oberstudiendirektor und Leiter der Leibnizschule nach Hannover zurück. Seit 1919 stand er an der Spitze der hannoverschen Beratungsstelle für das Volksbüchereiwesen der Provinzialverwaltung der Provinz Hannover, auch amtierte er als Stellvertretender Leiter der Städtischen Abendschule in Hannover. 1933 war Fritz Heiligenstaedt mitbeteiligt an der Organisation der Bücherverbrennung in Hannover. So meldete er dem „Kampfausschuss“ die „Reinigung“ der ihm unterstellten Volksbüchereien und fügte ein Schreiben seiner Beratungsstelle an die Büchereien bei, in dem es unter anderem hieß: „Zu entfernen ist unter allem Umständen: (...) belehrende und unterhaltende Literatur, welche die sittlichen und religiösen Grundlagen unseres Volkslebens untergräbt“. In der von ihm herausgegebenen Zeitschrift Volksbücherei und Volksbildung in Niedersachsen veröffentlichte Heiligenstaedt eine umfangreiche „Schwarze Liste“ mit den Autoren und Titeln, die auszusondern waren: vor allem kommunistisches und marxistisches Schrifttum, „Asphaltliteratur“ mit seiner Ansicht nach meist jüdischen Vertretern – genannt werden Emil Ludwig, Lion Feuchtwanger, Heinrich Mann, Alfred Döblin, Arnold Zweig und Stefan Zweig – sowie Bücher, die „das Kriegserlebnis entstellen oder herabziehen, vor allem Remarque, auch Bertha von Suttner, Leonhard Frank“. Nach 1933 war er auch Leiter der Gruppe S (Theatergemeinde) der NS-Kulturgemeinde Hannover. 1937 wechselte er als Oberschulrat und Leiter der Reichsstelle für Volksbüchereiwesen ins Reichsministerium für Wissenschaft, Erziehung und Volksbildung nach Berlin. Dies alles war kein Hindernis für seine Nachkriegskarriere, als er 1951 bis 1956 als Schulleiter des Pädagogiums in Bad Sachsa amtierte.

## Werke
- Deutsche Briefe von Gellert bis zur Romantik. Für den Schulgebrauch hrsg. und erläutert von Fritz Heiligenstaedt. Paderborn: Schöningh 1914. (Schöninghs Ausgaben deutscher Klassiker. Erg.-Bd. 11)
- Die Entwicklung des Vereins für Volksbüchereien zu Hannover. In: Hannoversche Geschichtsblätter, 1920.
- Hannoverscher Schulführer. Führer durch die höheren, mittleren und Fachschulen der Stadt Hannover. (Mit Ludwig Wülker). Hannover: Schulze 1928.
- Die Volksbücherei als städtische Bildungseinrichtung. Hannover: Beratungsstelle für Volksbüchereiwesen in der Provinz Hannover 1930.
- Heimschulen und Internate in der Bundesrepublik und in Berlin, ein Verzeichnis. Göttingen: Schwartz 1957. Ab der 4. Aufl. 1962 fortgeführt von Konrad Bärwinkel (später mit Sabine Hättasch). 12., neubearb. Aufl. 1994.